# يوليان دودا
يوليان دودا (بالألمانية: Julian Dudda)‏ (8 أبريل 1993 بباد ناوهايم في ألمانيا - ) هو لاعب كرة قدم ألماني في مركز الدفاع. شارك مع منتخب ألمانيا لكرة القدم تحت 18 سنة ومنتخب ألمانيا تحت 19 سنة لكرة القدم. أما مع النوادي، فقد لعب مع آينتراخت فرانكفورت وكيكرز أوفنباخ وفيردر بريمن 2 ‏.

## روابط خارجية
- يوليان دودا على موقع قاعدة بيانات كرة القدم.إي يو (الإنجليزية)
- يوليان دودا على موقع بيانات كرة القدم. دي إي (الألمانية)
- يوليان دودا على موقع Soccerway.com (الإنجليزية)
- يوليان دودا على موقع عالم كرة القدم.نت (الإنجليزية)
- يوليان دودا على موقع AS.com (الإسبانية)
- يوليان دودا على موقع GSA (الإنجليزية)